# Ferdinand Welz

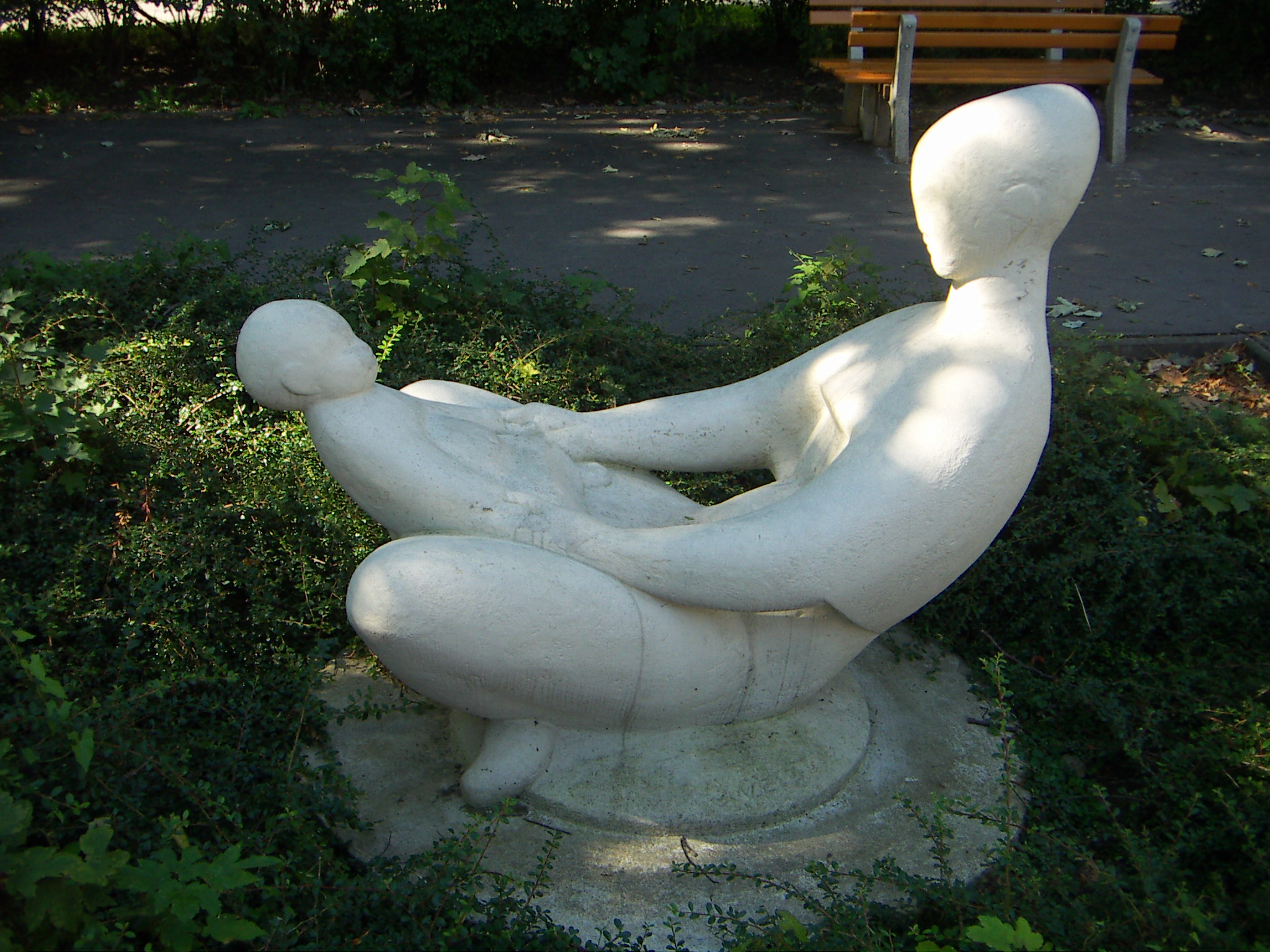
Mutter und Kind beim Helmut-Qualtinger-Hof in Wien

Ferdinand Maria Josef Welz (* 18. April 1915 in Wien; † 1. Juni 2008 ebenda) war Leiter der Meisterschule für Medailleurkunst an der Akademie der bildenden Künste Wien. Er entwarf mehrere Motive für die Schilling-Münzen.

## Biografie
Welz schloss zunächst eine Graveurlehre in Wien ab. 1933 wechselte er an die Akademie der bildenden Künste Wien und studierte dort Bildhauerei. 1938 schloss er seine akademische Ausbildung ab. 1940 wurde er Leiter der Graveurabteilung im Hauptmünzamt. Nach dem Zweiten Weltkrieg arbeitete er als freier Künstler weiter und zog kurzzeitig nach Schweden. 1955 bekam er einen Lehrauftrag an der Akademie der bildenden Künste in Wien und leitete dort die Meisterschule für Medailleurkunst. 1970 bis 1972 wurde er Rektor und von 1972 bis 1976 bekleidete er das Amt des Prorektors. 1985 emeritierte er, übernahm aber bis 1986 noch die interimistische Leitung der Meisterschule.
Welz wurde vor allem wegen seiner Arbeiten für die Schillingwährung bekannt. Er entwarf das Edelweiß auf der 1-Schillingmünze und die Frau mit Goldhaube für die 10-Schillingmünze. Des Weiteren entwarf er einige Gedenkmünzen, unter anderem zum hundertsten Geburtstag von Max Reinhardt und Franz Lehár. Eine seiner letzten Arbeiten war eine Münze anlässlich des Papstbesuches 1988 in Österreich. Welz wurde am Grinzinger Friedhof (Gruppe 29, Reihe 6, Nummer 7) in Wien bestattet.

## Werke
- 10-Schilling-Münze 1957–1973 beide Seiten, 1974–2001 Wertseite (Rückseite von Kurt Bodlak)
- Rückseite 50-Groschen-Münze 1959–2001 (Wertseite von Hans Köttenstorfer)
- Rückseite (Edelweiß) 1-Schilling-Münze 1959–2001 (Wertseite von Edwin Grienauer)
- Einige 25-, 50-, 100- und 500-Schilling-Silbermünzen, darunter die Jubiläumsmünze 1965 der Republik Österreich zur Gründung der Universität Wien durch Rudolf IV. von Habsburg, Herzog von Österreich, 1358–1365
- 25- und 50-Franken-Goldmünzen Liechtenstein 1961[2]

1-Schilling-Münze, Rückseite von Ferdinand Welz
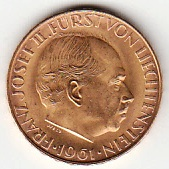
25-Franken-Goldmünze Liechtenstein 1961
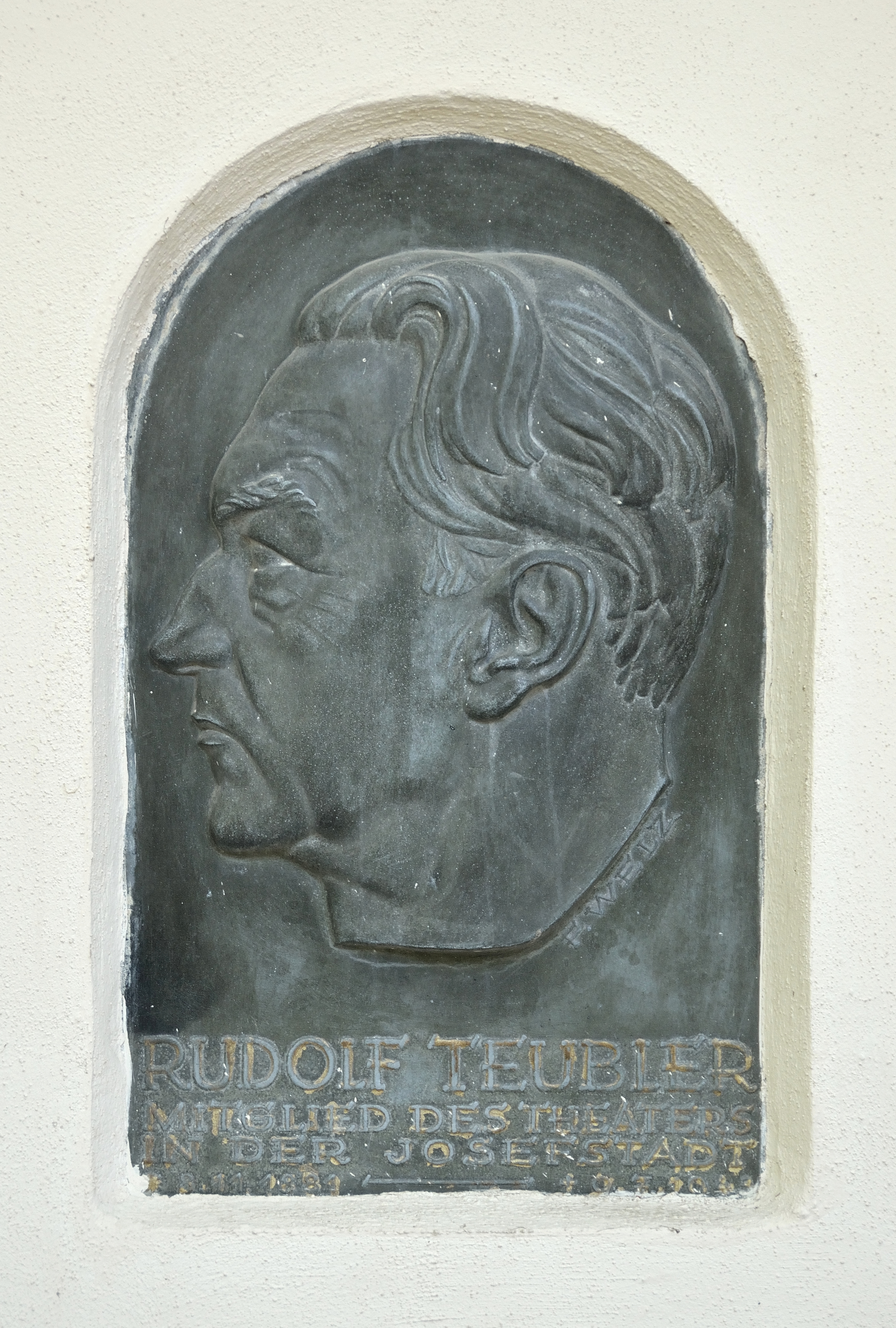
Relief von Ferdinand Welz auf der Grabnische des Schauspielers Rudolf Teubler (1881–1943) im Urnenhain der Feuerhalle Simmering